# Бабилон (Њујорк)
Бабилон (енгл. Babylon) град је у америчкој савезној држави Њујорк.

## Демографија
По попису из 2010. године број становника је 12.166, што је 449 (-3,6%) становника мање него 2000. године.
| Група             | 2000.          | 2010.          |
| Белци             | 11.244 (89,1%) | 10.658 (87,6%) |
| Афроамериканци    | 339 (2,7%)     | 245 (2,0%)     |
| Азијати           | 183 (1,5%)     | 264 (2,2%)     |
| Хиспаноамериканци | 644 (5,1%)     | 817 (6,7%)     |
| Укупно            | 12.615         | 12.166         |